# Бардино Нуово (Савона)
Бардино Нуово је насеље у Италији у округу Савона, региону Лигурија.
Према процени из 2011. у насељу је живело 316 становника. Насеље се налази на надморској висини од 257 м.